# 우지시 겐지모노가타리 뮤지엄
우지시 겐지모노가타리 뮤지엄(일본어: 宇治市源氏物語ミュージアム)은 일본 교토부 우지시에 있는 공립 박물관이다. 겐지모노가타리에 관한 자료를 수집하거나 보관한다. 1998년에 개관하였다.